# Гельд, Карл Фёдорович
Карл Фёдорович Гельд (Гельт)(?—1809) — генерал-майор, герой сражения при Прейсиш-Эйлау.

## Биография
Служил по армейской кавалерии. В кампании 1806—1807 годов в Восточной Пруссии в чине полковника состоял командиром эскадрона в Изюмском гусарском полку и принимал участие в сражениях при Пултуске и Прейсиш-Эйлау, причём в последнем сражении командовал всем полком вместо раненого двумя днями ранее в битве у села Гофф полкового командира ген.-майора И. С. Дорохова и сам был ранен.
За храброе руководство полком при Прейсиш-Эйлау полковник Гельд был награжден орденом св. Георгия 4 класса. В этом же бою унтер-офицер Сергей Дудников совершил незабываемый подвиг: увидя раненым генерал-майора Барклая-де-Толли, он с опасностью жизни вывез его из огня на своем коне и тем спас жизнь будущего фельдмаршала. За кампанию 1807 г. Изюмский гусарский полк 16 февраля 1808 г. был награжден 17-ю серебряными Георгиевскими трубами с надписью: "За оказанную храбрость против Французов в 1807 г. Изюмскому гусарскому полку". 
26 апреля 1807 года Гельд был награждён орденом св. Георгия 4-й степени (№ 751 по кавалерскому списку Судравского и № 1765 по списку Григоровича — Степанова)
В воздаяние отличного мужества и храбрости, оказанных в сражении против французских войск 26 и 27 января при Прейсиш-Эйлау, где неустрашимо действовал в поражении неприятеля
По окончании военных действий Гельд был произведён в генерал-майоры, однако полученные им раны не позволили Гельду продолжать службу и он вышел в отставку.
Скончался в 1809 году.
Дочь его, Шарлотта Карловна Гельт, вышла замуж за Петра Алексеевича Кравкова, Муромского дворянина, представителя древнего рода Кравковых, и младшего брата Ксенофонта Алексеевича Кравкова. 